# 전환성장인자 베타

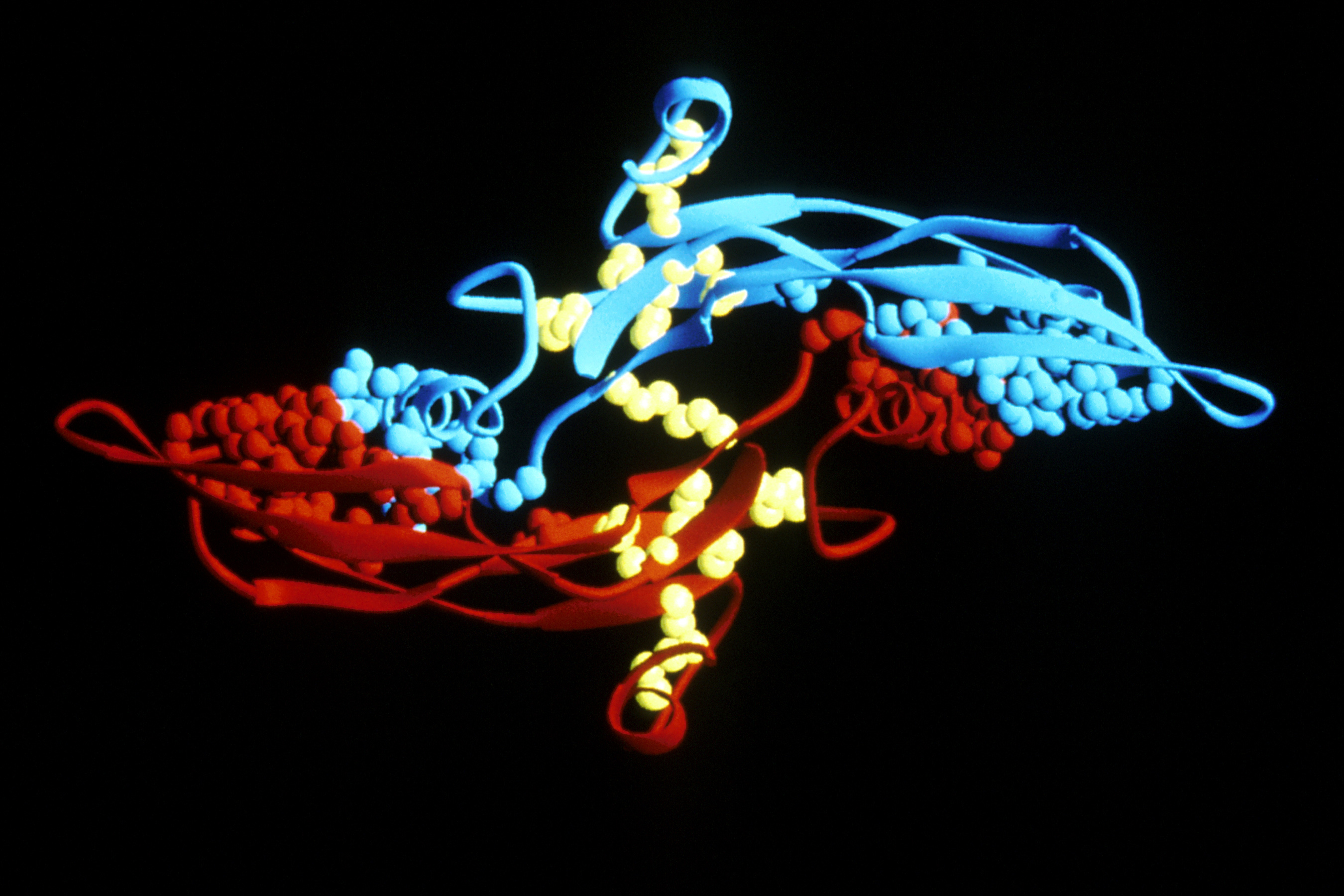
컴퓨터를 이용하여 모델링한 TGF-β의 구조. TGF-β는 3가지의 서로 다른 단백질 동위체로 구성된다.

전환성장인자 베타(轉換生長因子, Transforming growth factor-beta, TGF-β)는 TGF-β 초가계에 속하는 사이토카인으로, 사람의 몸 안에서 다양한 작용을 수행할 수 있다.

## 종류
포유류에서 발현되는 TGF-β의 형태로 3가지가 알려져 있다.
- TGF-β1
- TGF-β2
- TGF-β3

## 같이 보기
- 전환성장인자
- TGF-β 신호전달경로
- 아니타 로버츠